# Кунград (аэропорт)
Кунград — бывший аэропорт одноимённого города на северо-западе Узбекистана, в республике Каракалпакстан.
Расположен в 1 км северо-восточнее города, на западной окраине посёлка Алтынкуль.
Аэродром «Кунград» 3-го класса, был способен принимать самолёты Ан-24, Як-40 и все более лёгкие, а также вертолёты всех типов.
С 1960-х до начала 1990-х из аэропорта выполнялись пассажирские авиарейсы на самолётах Ан-2 по местным воздушным линиям (в частности, в пункты Муйнак, Нукус, Ургенч, Тахтакупыр, Казахдарья, Аспантай, Тулей).
С 1990-х годов используется как посадочная площадка при проведении авиационных работ.